# Akis Kleanthous
Akis Kleanthous (griechisch Άκης Κλεάνθους, * 1964 in Argaka; † 11. April 2011) war ein zyprischer Politiker und Finanzanalyst. Kleanthous war von 2003 bis 2007 Vorsitzender der Börse von Zypern und von 2007 bis 2008 Bildungs- und Kulturminister. Er war Mitglied der Dimokratiko Komma (DIKO), einer mitte-rechts orientierten politischen Partei.

## Leben
Kleanthous wurde 1964 in Argaka im Bezirk Paphos in Zypern geboren. Er erwarb einen Bachelor in Marketingmanagement am Baruch College in New York City. Anschließend machte er einen Master of Business Administration (MBA) in quantitativer Analyse an der St. Johnʼs University in Queens.
Kleanthous begann seine Karriere als Banker mit Spezialisierung auf Electronic Banking, bevor er in den zyprischen IT-Sektor wechselte. 2003 wurde er vom Ministerrat zum Vorsitzenden der Börse von Zypern ernannt. Er hatte dieses Amt bis zum 20. Februar 2007 inne, als er zum Bildungs- und Kulturminister ernannt wurde.
Im Februar 2007 wurde Kleanthous im Kabinett von Präsident Tassos Papadopoulos zum Bildungs- und Kulturminister ernannt. Er bekleidete dieses Amt bis zur Präsidentschaftswahl im Februar 2008, als er von Andreas Dimitriou abgelöst wurde. Kleanthous war ehemaliges Mitglied des Repräsentantenhauses von Zypern für die DIKO und leitete das politische Planungsbüro der Partei sowie deren Exekutivkomitee. Er war außerdem Vorsitzender des Spyros-Kyprianou-Instituts, einer zyprischen Denkfabrik, benannt nach Spyros Kyprianou.
Außerhalb der Politik war Kleanthous ab 2008 als Geschäftsführer von Evresis Loyalty Management tätig. Zudem war er Vorsitzender von Sea Star Capital Plc sowie Vorstandsmitglied der Handels- und Industriekammer Nikosia.
Akis Kleanthous starb am 11. April 2011 im Alter von 46 Jahren an einem Herzinfarkt. Zum Zeitpunkt seines Todes war seine Kandidatur für die Parlamentswahl in der Republik Zypern 2011 am 22. Mai 2011 geplant.
Die Beerdigung fand in der Kirche Agia Sofia in Strovolos statt. Unter den Trauergästen befand sich auch der Präsident der Republik Zypern Dimitris Christofias. Die Beisetzung erfolgte auf dem Friedhof Agios Nikolaos.